# Condado de la Torre
El condado de la Torre es un título nobiliario español creado el 21 de noviembre de 1618 por el rey Felipe III a favor de Inés Enríquez Tavera de Saavedra, viuda de Per Afán de Ribera y Guzmán. Su denominación original fue de conde de la Torre de Perafán, después abreviada en la forma actual, y hacía referencia a la Torre de Perafán o Torre de la Reina, estado que había poseído el difunto marido de la concesionaria en el municipio andaluz de Guillena, en el reino y actual provincia de Sevilla.
La concesionaria fue dueña de honor de la Reina Doña Margarita de Austria y estuvo casada con Per Afán de Ribera y Guzmán, señor de la Torre de la Reina y corregidor de Toledo, hijo de otro Perafán de Ribera, señor de la Torre de la Reina, y de Ana de Guzmán, de los señores de la Algaba, y descendiente de una línea menor de los adelantados de Andalucía. Siendo ya viuda, pasó a París al servicio de la infanta Doña Ana cuando esta casó con el Rey Luis XIII de Francia, y en aquella corte fue camarera mayor de dicha reina cristianísima. Era hija de Juan de Saavedra el Turquillo, caballero de Santiago, y de Francisca Enríquez de Sandoval, su mujer; nieta de Rodrigo de Saavedra, de los condes del Castellar, y de Inés Tavera y Mendoza, y materna de Diego de Sandoval y Rojas caballero de Alcántara, deán que fue de Jaén (hijo tercero de los primeros marqueses de Denia y condes de Lerma), y de Inés de Vivero, de los señores de Busianos.
Antonia de Sandoval y Ribera, hija de la I condesa de la Torre de Perafán, casó con Lope Díez de Aux de Armendáriz, I marqués de Cadreita y 16º Virrey de la Nueva España. Su única hija Juana Francisca Díez de Aux y Armendáriz, II marquesa de Cadreita, IV condesa de la Torre y señora de la villa de Guillena (Sevilla), casó con Francisco Fernández de la Cueva y Enríquez de Cabrera, VIII duque de Alburquerque, quedando incorporados ambos títulos a la Casa de Alburquerque. 
El duque Beltrán Osorio donó el título a su hermana Cristina, que es la 16.ª condesa de La Torre, casada con Juan Pedro Matossián Diácono de El Carro.

## Lista de señores y condes de la Torre
|                                                         | Titular                                              | Periodo                         |
| Señores de la Torre de la Reina                         | Señores de la Torre de la Reina                      | Señores de la Torre de la Reina |
| ------------------------------------------------------- | ---------------------------------------------------- | ------------------------------- |
| I                                                       | Per Afan de Ribera                                   |                                 |
| II                                                      | Ruy López de Ribera                                  |                                 |
| III                                                     | Per Afan de Ribera                                   |                                 |
| IV                                                      | Per Afan de Ribera y Guzmán                          |                                 |
| Condes de la Torre de Perafán (Creación por Felipe III) |                                                      |                                 |
| I                                                       | Inés Enríquez Tavera de Saavedra                     | 1618-                           |
| II                                                      |                                                      |                                 |
| III                                                     | Antonia de Sandoval y Ribera                         |                                 |
| IV                                                      | Juana Francisca Díez Aux de Armendáriz               |                                 |
| ...                                                     | En adelante los titulares del ducado de Alburquerque |                                 |
|                                                         | Cristina Osorio y Díez de Rivera                     | 1978-hoy                        |